# Kłudno (gmina Wieniawa)
Kłudno – wieś w Polsce położona w województwie mazowieckim, w powiecie przysuskim, w gminie Wieniawa. Ma status sołectwa.
Prywatna wieś szlachecka Kłodno, położona była w drugiej połowie XVI wieku w powiecie radomskim województwa sandomierskiego. W latach 1975–1998 miejscowość należała administracyjnie do województwa radomskiego.
W Kłudnie urodził się 20 lutego 1930 Jan Wlazło samouk harmonista. Założyciel kapeli ludowej. Kapela Wlazły zdobyła w 1980 I nagrodę ufundowaną przez Komitet ds. Radia i Telewizji na XIV Ogólnopolskim Festiwalu Kapel i Śpiewaków Ludowych w Kazimierzu. Zmarł w roku 1985. 
Wierni Kościoła rzymskokatolickiego należą do parafii św. Katarzyny w Wieniawie.